# Сызганов, Александр Николаевич
Алекса́ндр Никола́евич Сызганов (1896—1980) — советский хирург, доктор медицинских наук (1936 год), профессор (1934), академик АН Казахской ССР (1954), заслуженный деятель науки КазССР (1941).

## Биография
Родился 4 (16) августа 1896 года в городе Арске.
Начальное образование получил в Арске, потом учился в гимназии Казани, после поступил в Казанский Государственный университет на медицинский факультет. Успешно окончил университет в 1922 году. Как перспективного научного работника его оставили в университете. В 1922 по 1934 годы был ассистентом кафедры хирургии а также приват-доцентом института.
С 1934 по 1963 годы являлся заведующим кафедрой общей хирургии Алма-Атинского медицинского института, также в 1945 году основал и одновременно с 1945 по 1975 годы был директором Института клинической и экспериментальной хирургии в городе Алма-Ата. В 1930-х годах возглавлял работы по иодированию соли с целью предупреждения зобных заболеваний, приступил к операциям туберкулезных, онкологических и кардиологических больных, один из организаторов республиканского онкологического диспансера открытого в 1936 году. По его инициативе были организованы противозобный диспансер с филиалами в областных центрах и промышленных городах.
В годы Великой Отечественной войны организовал Республиканскую станцию переливания крови, где был получен казахский заменитель крови-«КЗК». Им также создана научная школа хирургов-клиницистов в Казахстане, разработана методика операций на сердце. А.Сызганов автор свыше 150 научных работ, 900 научных публикаций, 10 монографий и более 200 статей. Под его руководством защищены 18 докторских и 80 кандидатских диссертаций. На основе проведенных исследований Сызганова предложена физиологическая теория канцерогенеза, разработана методика операций на сердце. В 1975—1980 годы — был научным консультантом Казахского научно-исследовательского института клинической и экспериментальной хирургии.
Скончался 8 октября 1980 года. Некролог подписали руководители Казахской ССР под руководством Д. А. Кунаева, в то время первого секретаря ЦК КПСС Казахской ССР. Похоронен на Центральном кладбище города Алма-Аты.

## Память
Именем Сызганова названы улица и «Казахский Институт клинической и экспериментальной хирургии» (ныне «АО Национальный научный центр хирургии») в городе Алматы; на улице Тулебаева,131, где жил Сызганов, установлена мемориальная доска.

## Награды
Награждён 3 орденами «Ленина», двумя орденами «Трудового Красного Знамени», двумя орденами «Знак Почета», медалью «За освоение целинных и залежных земель», Почётной грамотой Верховного Совета Казахской ССР, значком «Отличник здравоохранения» и Грамотой президиума АН СССР.

## Труды
- О некоторых условиях развития злокачественных опухолей. — Алма-Ата, 1970.
- О способах применения салициловой кислоты и йода при лечении гнойных хирургических заболеваний. — Алма-Ата, 1977. (соавтор).
- О лимфатической системе почек и почечных оболочек человека.